# Беринг, Витус Ионассен
Ви́тус Ионассен Бе́ринг, также Ива́н Ива́нович Бе́ринг (дат. Vitus Jonassen Bering; 12 августа 1681, Хорсенс, Дания — 8 (19) декабря 1741, Остров Беринга, Российская империя) — русский мореплаватель датского происхождения, офицер российского флота, капитан-командор.
В 1725—1730 и 1733—1741 годах руководил Первой и Второй Камчатскими экспедициями. Прошёл по проливу между Чукоткой и Аляской (впоследствии Берингов пролив), достиг Северной Америки и открыл ряд островов Алеутской гряды.
Именем Беринга названы остров, пролив и море на севере Тихого океана, а также Командорские острова. В археологии северо-восточную часть Сибири, Чукотку и Аляску (которые, как сейчас считается, соединялись ранее полоской суши) часто называют общим термином Берингия.

## Биография
Витус родился в Хорсенсе, Центральная Ютландия, Дания в семье таможенного работника Йонаса Свендсена Хальмстадта (1637 — до 1720) и разорившейся аристократки Анны Педерсдаттер Беринг (1652—1713), став третьим ребёнком в семье. Внучатый племянник датского королевского историографа Витуса Педерсена Беринга (1617—1675). Правнук бургомистра города Виборга Педера Нильсена (1580—1658), фамилия которого образовалась от названия района Бьерринг, пригорода Виборга.
С самых ранних лет его обучали грамоте и правописанию, посещал школу рядом с домом, которая находилась на одной улице. В возрасте 14 лет, после окончания школы, записался в морской флот в Нидерландах. Вследствие он закончил кадетский корпус в Амстердаме в 1703 году, в том же году поступил на российскую службу в чине подпоручика, после путешествия в Ост-Индию служил на российском Балтийском флоте во время Великой Северной войны.
В 1707 году произведён в поручики. В 1710 году переведён на Азовский флот, произведён в капитан-лейтенанты, командовал шнявой «Мункер». Участвовал в войне с Турцией.
В 1711 году командовал 8-пушечной шнявой «Таймалар», провёл судно по Воронежу и Дону к Азову.
В 1712 году переведён на Балтийский флот, в 1716 году произведён в капитаны 4 ранга.
В 1713 году в Выборге женился на шведке Анне Кристине Пюльзе, дочери одного из местных коммерсантов. Брак был очень счастливым для обоих вплоть до смерти Беринга. За 28 лет законных отношений родилось 8 детей, но только четверо дожили до минимального возрастного порога — сыновья Йонас (1721—1786), Томас/Тимофей (1721—1786) и Антон (1730—1796), а также дочь Анна Хедвига Хелена (в браке фон Корф, 1731—1785).
В последний раз Беринг побывал на родине в 1715 году и больше туда не возвращался.
В 1716 году капитан 4 ранга Беринг командовал кораблём «Перл». В 1717 году произведён в капитаны 3 ранга. В 1719 году командовал кораблём «Селафаил». В 1720 году произведён в капитаны 2 ранга, командовал кораблём «Мальбург», затем — кораблём «Лесное». В 1724 году по прошению ушёл со службы в отставку, получив при этом чин капитана 1 ранга. Семья переехала в Выборг, родной город супруги Витуса Беринга Анны. Через пять месяцев он обратился в Адмиралтейство с прошением о принятии на службу вновь. Оно удовлетворено в тот же день. Назначен командиром 90-пушечного линейного корабля «Лесное».

## Царь Пётр I, Витус Беринг и географические исследования

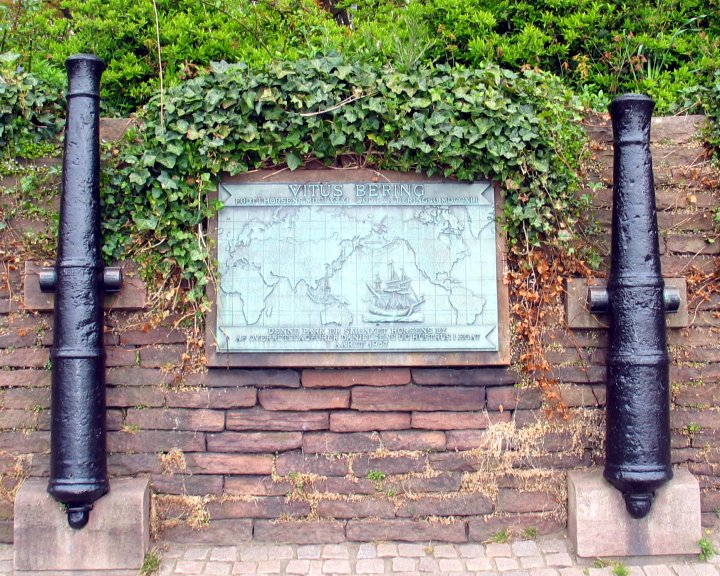
Vitus Bering Parken (Хорсенс)

Одним из великих начинаний царя Петра I стало научное изучение географии России и сопредельных территорий — в первую очередь, инструментальные съёмки и составление «генеральных карт».
В 1714—1716 годах, после присоединения Камчатки к России, по указанию Петра было налажено морское сообщение на ладьях между Охотском и западным побережьем Камчатки. Получив об этом известие, Беринг решил организовать поиск побережья Северной Америки, которое, как он полагал, находится недалеко от Камчатки или даже смыкается с Азией. В 1720—1721 годах одна из экспедиций, направившись с Камчатки на юго-запад, достигла середины Курильской гряды, но американского побережья так и не отыскала.
Уже перед самой смертью Пётр направил на Дальний Восток очередную экспедицию, возглавил которую Витус Беринг. По секретной инструкции российского императора, Берингу было поручено построить два корабля, направиться вдоль побережья, попробовать отыскать перешеек или пролив между Азией и Северной Америкой, а затем спуститься вдоль североамериканского побережья на юг.
Важную роль в организации и работах Первой, а затем — и Второй Камчатской экспедиции играли помощники Беринга — капитан-командор А. И. Чириков и М. П. Шпанберг.

## Первая Камчатская экспедиция

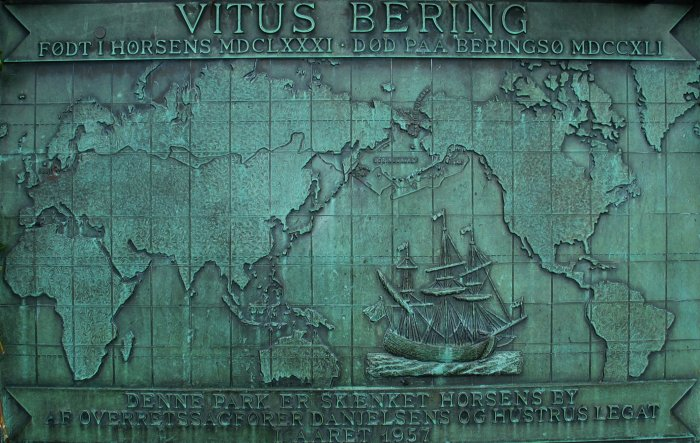
Карта плаваний Беринга. Vitus Bering Parken (Хорсенс)

Первая Камчатская экспедиция добиралась из Петербурга до Охотска два года, с января 1725 по январь 1727 года — через Сибирь, на лошадях, пешком, на речных судах. Перезимовав здесь, экспедиция переправила снаряжение на лодках и собачьих упряжках к устью реки Камчатка на восточном побережье полуострова, где к лету 1728 года было закончено строительство бота «Святой Гавриил». В июле-августе 1728 года судно поднялось на север, а затем — на северо-восток вдоль материка. В ходе плавания были нанесены на карту Карагинский залив с островом, залив Креста, бухта Провидения, Анадырский залив и остров Святого Лаврентия.
Экспедиция, как потом оказалось, вышла через (Берингов) пролив в Чукотское море (при этом североамериканское побережье обнаружено не было), после чего повернула назад, поскольку Беринг посчитал задание выполненным: было показано, что азиатское и североамериканское побережья не соединяются.
В 1729 году Беринг обогнул Камчатку с юга, выявив Камчатский залив и Авачинскую губу, и через Охотск и всю Россию вернулся в Петербург.
Таким образом, за два года экспедиция Беринга — первая в России морская научная экспедиция — произвела инструментальную съёмку западного побережья моря, которому впоследствии будет присвоено имя первооткрывателя, на протяжении более чем 3500 км. Беринг завершил открытие северо-восточного побережья Азии, а картой, составленной им совместно с подчинёнными, как отмечают специалисты, позднее пользовались все западноевропейские картографы при изображении северо-востока Азии.

## Вторая Камчатская экспедиция
Вернувшись в Российскую империю в марте 1730 года из Первой Камчатской экспедиции, Витус Беринг представил докладные записки, в которых высказал уверенность в сравнительной близости Америки к Камчатке и в целесообразности завязывания торговли с жителями Америки. Дважды проехав через всю Сибирь, он был убеждён в том, что здесь можно добывать железную руду, соль и выращивать хлеб. Беринг выдвинул дальнейшие планы исследования северо-восточного побережья российской Азии, разведки морского пути к устью Амура и Японским островам — а также к американскому континенту.
В 1733 году Берингу было поручено возглавить Вторую Камчатскую экспедицию. Витус Беринг и Алексей Чириков должны были пересечь Сибирь и от Камчатки направиться к Северной Америке для исследования её побережья. Мартыну Шпанбергу поручалось завершить картографирование Курильских островов и найти морской путь к Японии. Одновременно несколько отрядов должны были нанести на карты северное и северо-восточное побережье России от Печоры до Чукотки. 
В начале 1734 года Беринг отправился из Тобольска в Якутск, где он потом провёл ещё три года, занимаясь заготовкой продовольствия и снаряжения для экспедиции. И здесь, и позднее в Охотске ему приходилось преодолевать бездействие и сопротивление местных властей, не желавших помогать в организации экспедиции. Во второй Камчатской экспедиции участвовал Арсений (Мацеевич), впоследствии сибирский митрополит, осуждённый при Екатерине II и канонизированный как мученик.

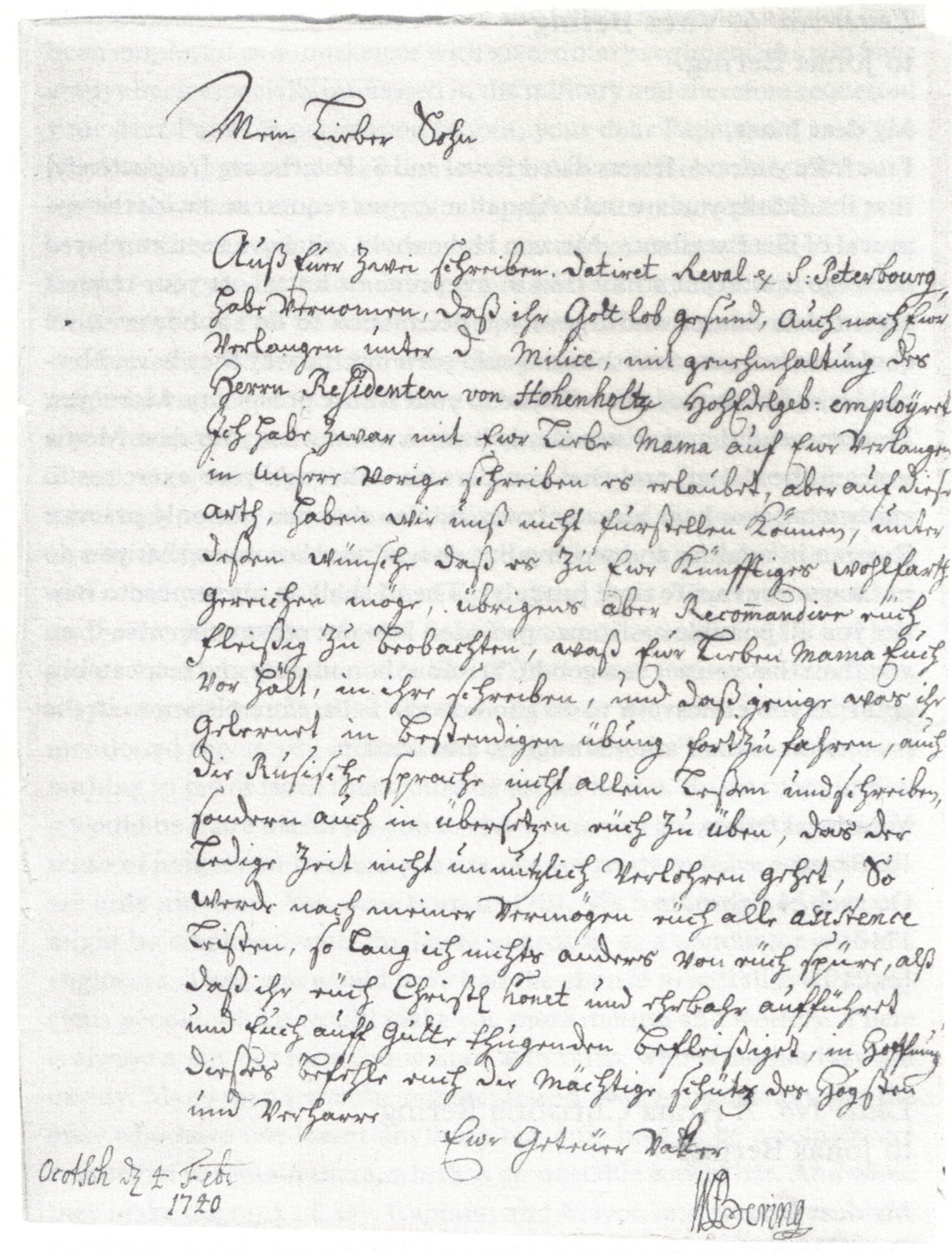
Письмо Беринга сыну Ионасу (Охотск, 1740)
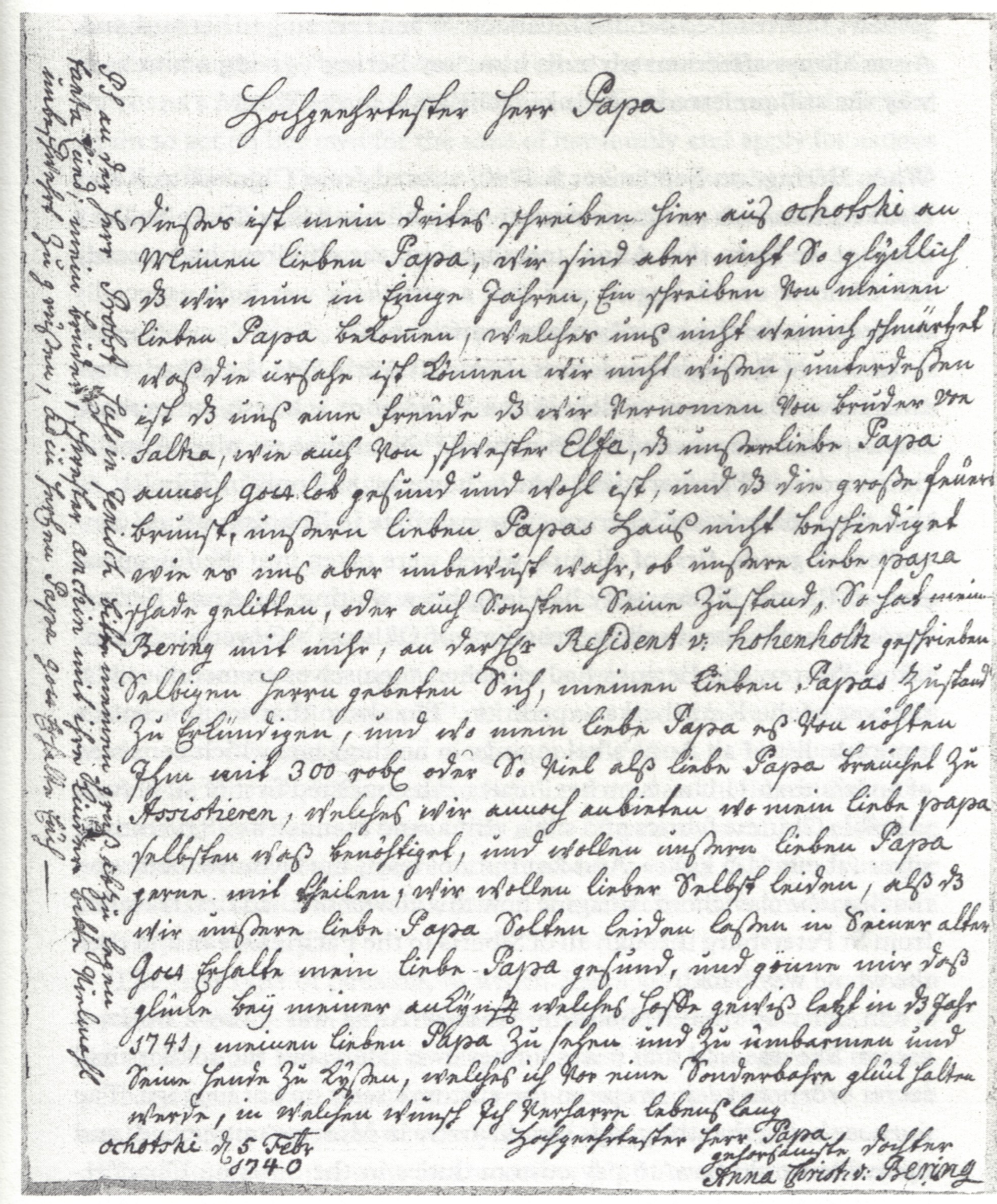
Письмо Анны Кристины Беринг её отцу (Охотск, 1740)
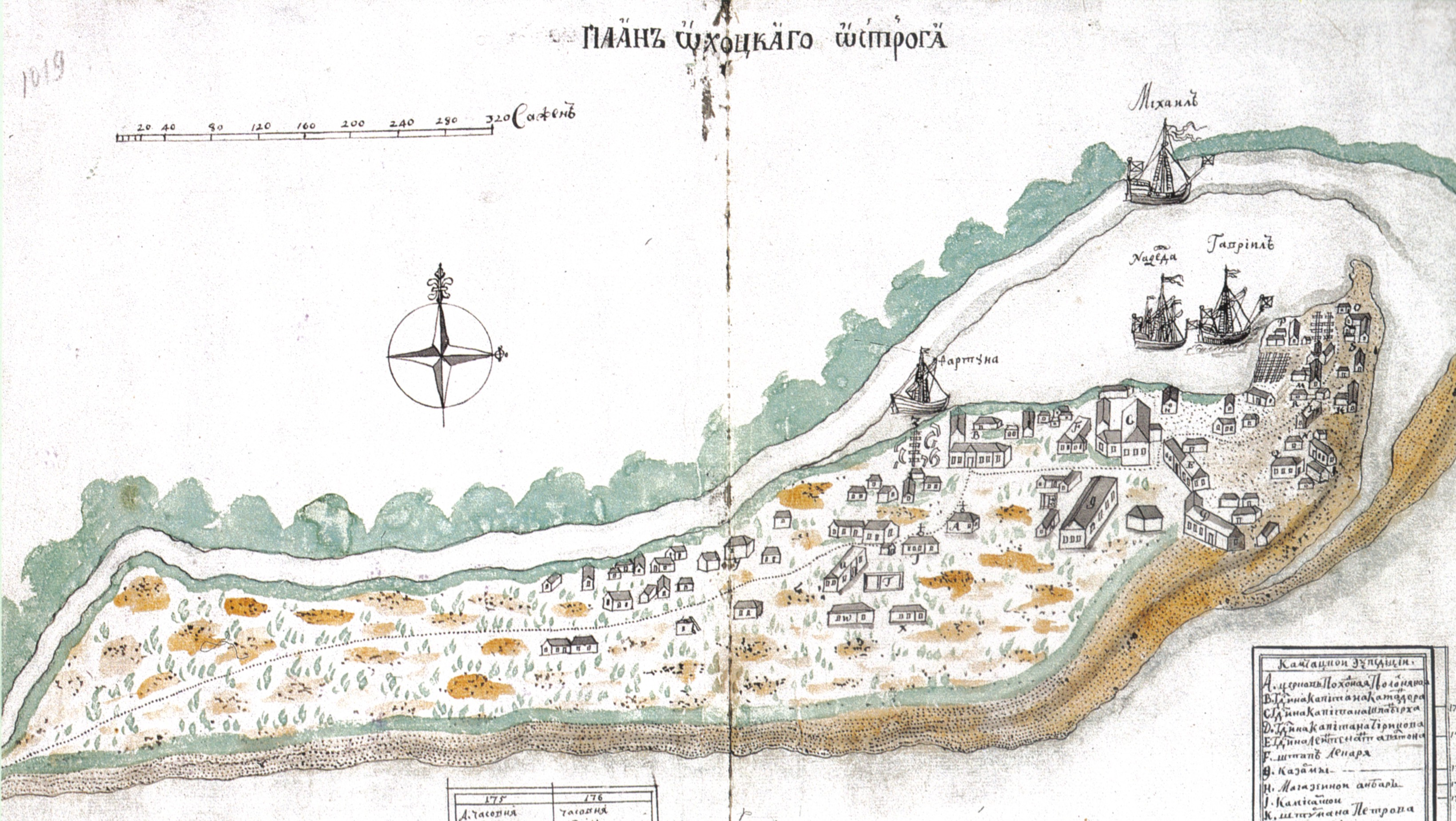
План Охотского Острога (1737)

Лишь осенью 1740 года два пакетбота, «Святой Пётр» и «Святой Павел», вышли из Охотска к восточному побережью Камчатки. Здесь в районе Авачинской губы экспедиция перезимовала в бухте, названной Петропавловской в честь судов экспедиции. Здесь было заложено поселение, с которого начала свою историю столица Камчатки — город Петропавловск-Камчатский.
4 июня 1741 — в год, когда Витусу Берингу исполнялось уже 60 лет — «Св. Пётр» под командованием В.Беринга и «Св. Павел» (А.Чириков) вышли к северо-западным берегам Америки. 20 июня в условиях шторма и густого тумана суда потеряли друг друга. После нескольких дней бесплодных попыток соединиться мореплавателям пришлось продолжать путь уже поодиночке. «Святой Петр» под командованием В. Беринга пошёл на восток и 16 июля 1741 года (на один день позже «Святого Павла» и третьим из русских кораблей) на широте 58°14' достиг берега Северной Америки в районе горы Св. Ильи.

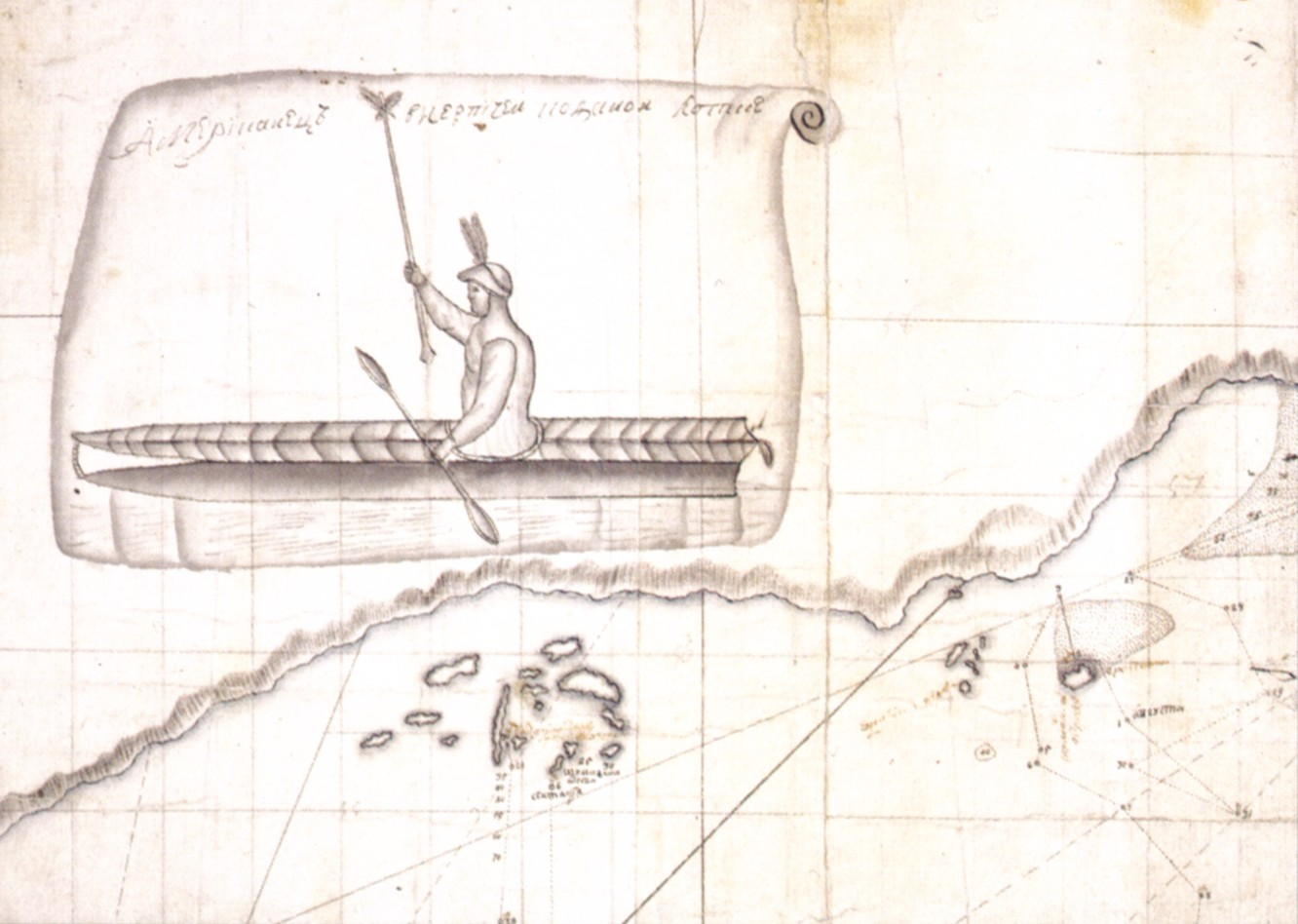
Встреча русских с алеутами (рисунок Свена Вакселя).

После высадки на о. Каяк, пакетбот повернул обратно к берегам Камчатки, следуя вдоль южного берега Аляски и Алеутской гряды. По пути были открыты остров Кадьяк, Евдокеевские и Шумагинские острова, острова Св. Иоанна (Атха), Св. Маркиана (Кыска) и Св. Стефана (Булдырь либо Агатту). 5 ноября пакетбот зашёл для пополнения запасов воды на остров, впоследствии названный островом Беринга, где 28 ноября сильным ветром был выброшен на берег. В тяжёлых условиях вынужденной зимовки от цинги умерли 19 человек, а 8 декабря скончался и Витус Беринг. Командование принял штурман поручик Свен Ваксель. Весной 1742 года 46 оставшихся (из 75) членов экипажа сумели построить из обломков пакетбота гукор (также названный «Св. Петром») и в августе 1742 года, преодолев 250 км, достигли Авачинской губы.
Часто встречается утверждение, что европейцы (русские) открыли берега Северной Америки (Аляски) именно во время Второй Камчатской экспедиции, но это неверно. Первым русским судном, подошедшим к берегу Северной Америки (Аляски), был бот «Св. Гавриил» под началом геодезиста М. С. Гвоздева и подштурмана И. Федорова 21 августа 1732 года в ходе экспедиции А. Ф. Шестакова и Д. И. Павлуцкого 1729—1735 гг. Кроме того, есть отрывочные сведения о посещении русскими людьми Америки в XVII веке.

## Признание заслуг
Потребовалось значительное время, прежде чем заслуги Беринга были полностью признаны. Первым из путешественников, подтвердившим точность исследований Беринга, стал английский мореплаватель Джеймс Кук. Именно он предложил дать имя Беринга Берингову проливу (между Чукоткой и Аляской).

## Могила

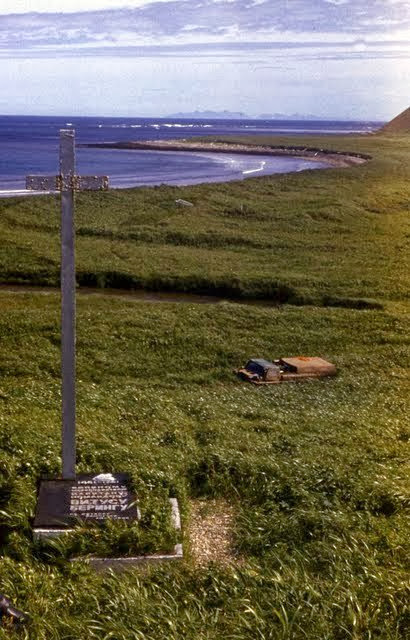
Могила Беринга

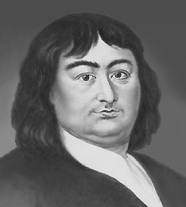
Портрет поэта Витуса Педерсена Беринга, длительное время считавшийся портретом мореплавателя, которому поэт приходился дядей

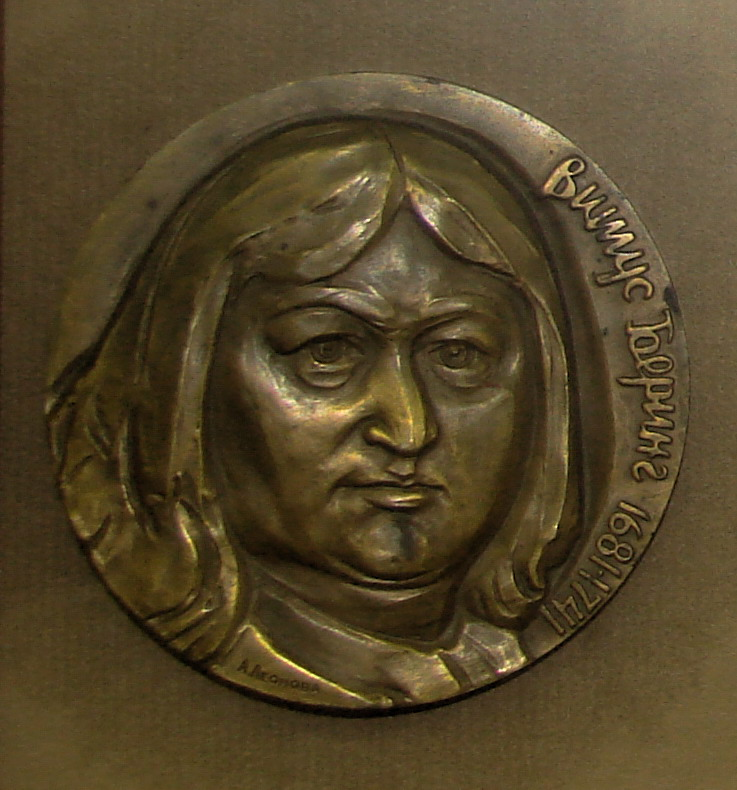
Медаль в честь Витуса Беринга

В 1874 году представители Российско-Американской компании поставили деревянный крест примерно на том месте, где предположительно должна была находиться могила великого мореплавателя. Позднее местные исследователи установили нынешний памятник — два наложенных друг на друга каменных прямоугольника, покрытые сверху чугунной плитой. Надгробие венчает железный крест высотой 3,5 м.
В 1991 году отмечалось 250-летие плавания Беринга и Чирикова к северо-западному побережью Америки. Международное общество «Подводный мир» и клуб «Приключение» Дмитрия Шпаро совместно с Институтом археологии Академии наук СССР организовали экспедицию на остров Беринга с привлечением датских исследователей. Одновременно обществом «Память Балтики» был сформирован подводно-археологический отряд. Основными задачами экспедиции стало комплексное изучение и сохранение историко-культурного наследия Командорских островов, поиск могилы Беринга, подводно-археологические работы по поиску якорей пакетбота «Св. Пётр» в бухте Командор.
Экспедиция обнаружила могилы Витуса Беринга и ещё пятерых моряков. Останки перевезли в Москву, где их исследовали судебные медики, которым удалось реконструировать внешность Беринга. Как установили датские и российские историки, канонический портрет командора Витуса Беринга, публикуемый во всех учебниках и справочниках, на самом деле принадлежит его двоюродному деду по материнской линии Витусу Педерсену Берингу — тёзке мореплавателя, придворному датскому поэту и историку, в честь которого Витус и получил своё имя. На зубах Беринга не было обнаружено следов цинги, что позволило сделать предположение о том, что Беринг умер от какой-то иной болезни. На следующий год останки мореплавателя были возвращены в погребение на Командорских островах и перезахоронены.

## Память
Впервые памятник Витусу Берингу установлен в Петропавловске-Камчатском. Чугунная плита с надписью в основании памятника гласит: «Основателю Петропавловска в 1740 году мореплавателю Витусу Берингу».

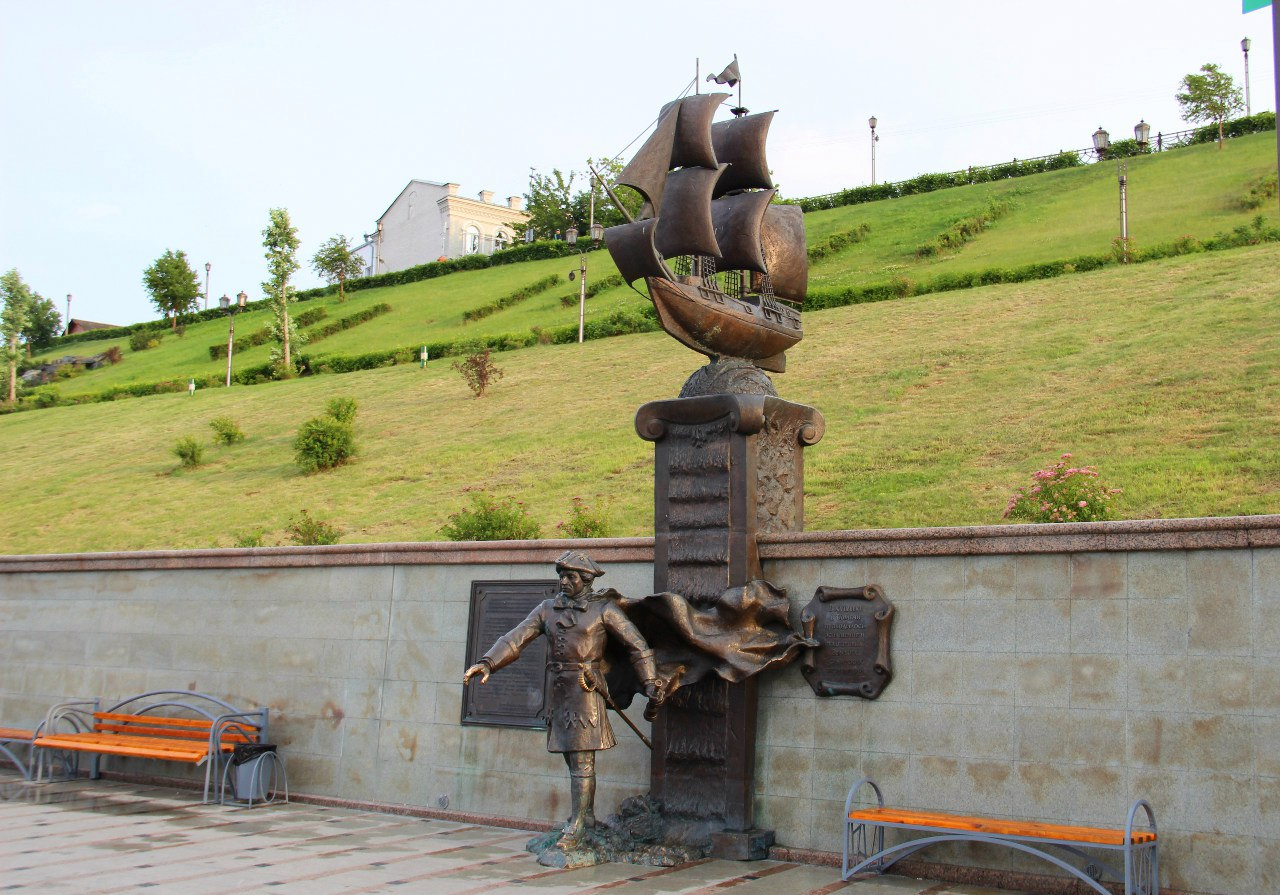
Памятник Берингу на Набережной Тюмени

В 2010 году скульптурная композиция «Великим Камчатским экспедициям» с бронзовым памятником Витусу Берингу установлена на Набережной города Тюмени. Над памятником возвышается парусник, рядом на стене табличка с пояснением.
В 2016 году в честь 275-летия открытия Командорских островов на острове Беринга в селе Никольское установлен другой памятник Витусу Берингу — ростовая скульптура, выполненная из бронзы (автор — скульптор И. П. Вьюев).

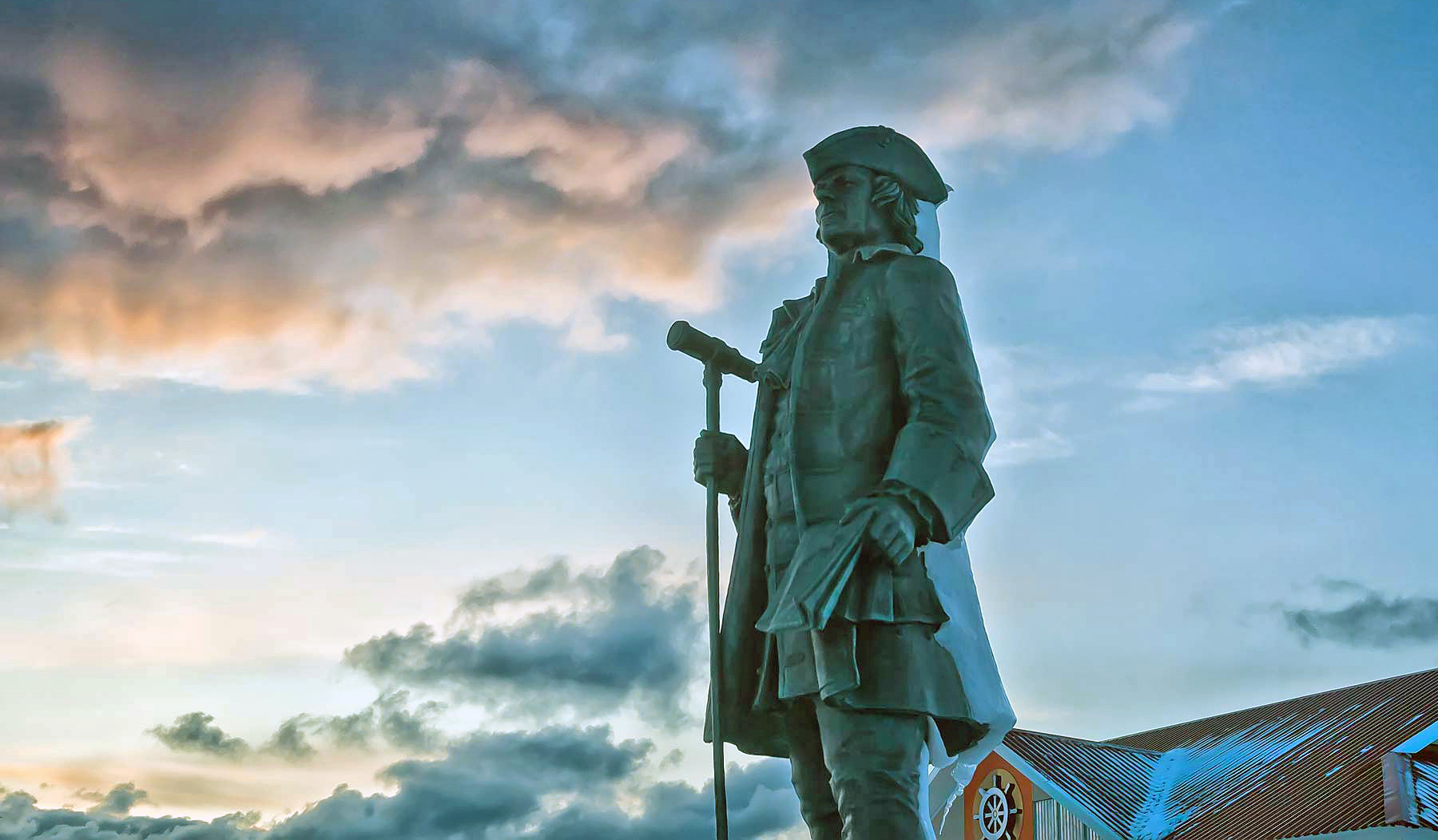
Памятник Витусу Берингу в селе Никольское на острове Беринга

Именем Беринга назван ряд географических объектов:
- Берингово море
- Берингов пролив
- Остров Беринга
- Мыс Беринга (Берингово море, Анадырский залив, мыс описан в 1828 году экипажем шлюпа «Сенявин» под командованием Ф. П. Литке, тогда же привоено название)[20].
- Мыс Беринга (Охотское море, Тауйская губа)[20].
- Бухта Беринга (Охотское море, Тауйская губа, остров Спафарьева)[20].
- Гора Беринга (Берингово море, Анадырский залив)[20].
- Гора Беринга (Охотское море, Тауйская губа)[20].
- Залив Беринга [Якутат] (Тихий океан, залив Аляска, 55°40′ с. ш., 140°10′ з. д., залив открыт в 1778 году Д. Куком, им же было присвоено название, в 1788 году залив был исследован Д. И. Бочаровым и Г. А. Измайловым, позже залив был переименован в залив Якутат)[20].
- Ледник Беринга (Тихий океан, залив Аляска, 60°30′ с. ш., 143°30′ з. д., название присвоено в 1880 году У. Доллом)[20].
- Озеро Беринг (Тихий океан, залив Аляска, 60°17′ с. ш., 144°17′ з. д., название присвоено местными жителями, о существовании топонима было сообщено в 1903 году геологом Мартином)[20].
- Полуостров Беринга (Охотское море, Тауйская губа)[20].
- Река Беринга (Тихий океан, залив Аляска, 60°11′ с. ш., 144°13′ з. д., название реке присвоено местными жителями)[20].
- озеро Витус на Аляске.
- мыс Командор (Берингово море, Командорские острова, остров Беринга, мыс назван в 1741—1742 гг. членами экипажа пакетбота «Св. Пётр» по воинскому званию руководителя экспедиции В. И. Беринга)[21];
- бухта Командор (Берингово море, Командорские острова, остров Беринга)[21];
- гора Командора Беринга (Охотском море, Тауйская губа, остров Спафарьева, названа по воинскому званию и фамилии В. И. Беринга)[21];
- Берингия — биогеографическая область и палеогеографическая страна, связывавшая северо-восточную Азию и северо-западную Северную Америку в четвертичном периоде
- посёлок Беринговский на Чукотке.
- Берингия — национальный парк на Чукотке.
- В честь Беринга названа авиакомпания «Bering Air» на Аляске.
- Именем Витуса Беринга названы Берингов проезд и Новый Берингов проезд в Москве, улицы в Санкт-Петербурге, в Мурманске, в Нижнем Новгороде, в Томске, в Якутске, в Находке, Артёме, Астрахани и Петропавловске-Камчатском, с. Завьялово (Удмуртская республика).
- Существовал дизель-электроход «Витус Беринг», который работал на Северном Морском пути, в том числе обеспечивал высадку дрейфующей полярной станции СП-30[22].

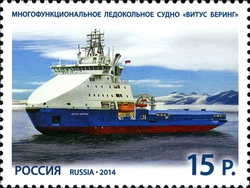
Почта России, 2014. Судно «Витус Беринг».

- Почта России, 2014. Судно «Витус Беринг».В июне 2012 года по заказу Совкомфлота было спущено на воду буксирное многоцелевое судно ледового класса для обслуживания разработок на шельфе, названное именем Витуса Беринга.
- Имя Витуса Беринга носит Камчатский государственный университет.
- Именем Витуса Беринга назван один из самолётов российской авиакомпании «Аэрофлот» (Airbus A320 VP-BZO).
- В 1970 году был снят советский биографический фильм «Баллада о Беринге и его друзьях». Беринг также выступает персонажем второго плана фильма «Первые» (2018).
- Имя Беринга стало брендом датских часов «Bering».
- 31 мая 2019 года имя Витуса Беринга присвоено международному аэропорту «Елизово» в Петропавловске-Камчатском[23].
- Имя Беринга носит судно Vitus Bering

На почтовых марках и монетах
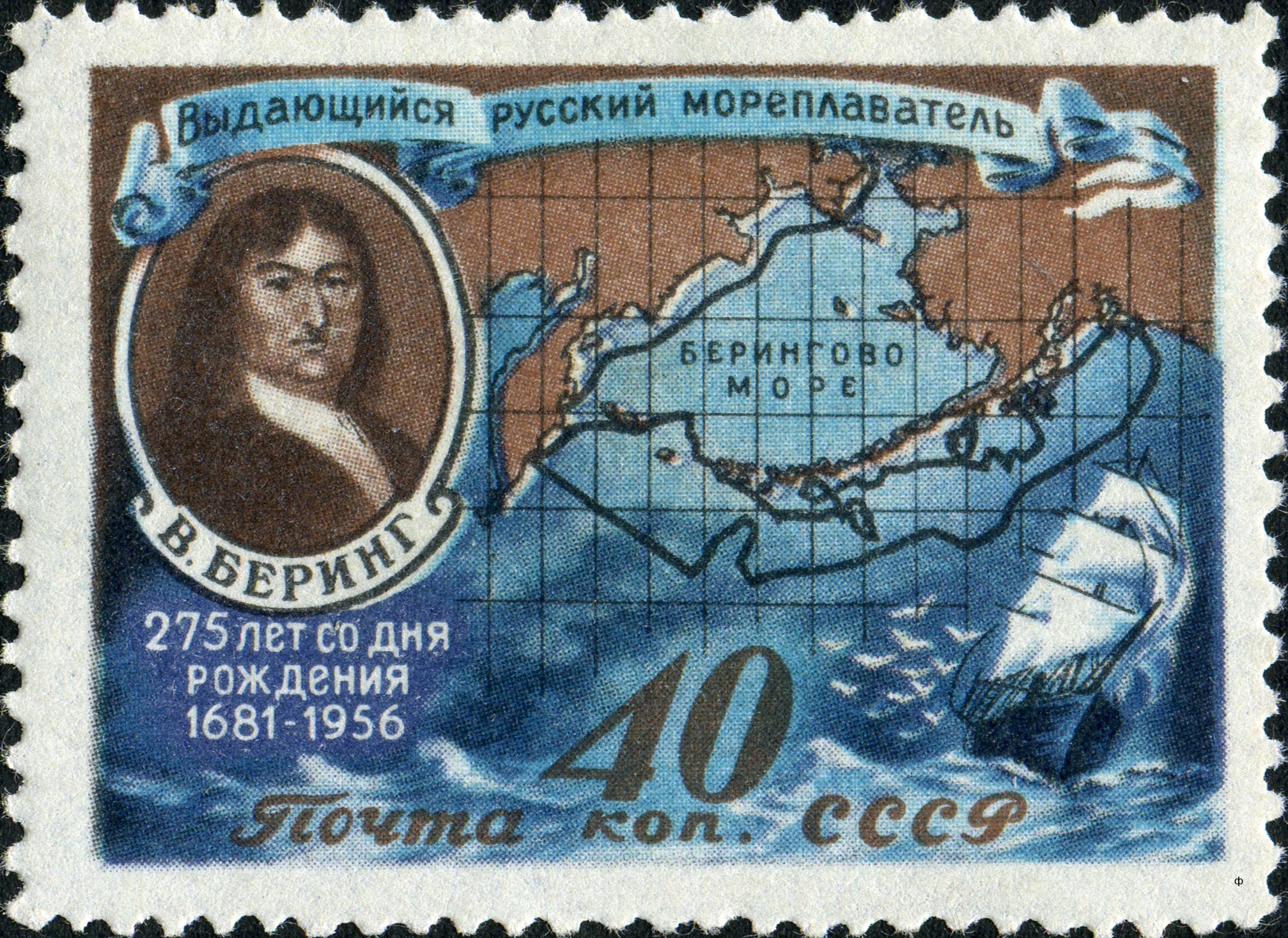
Почтовая марка СССР, 1957 год
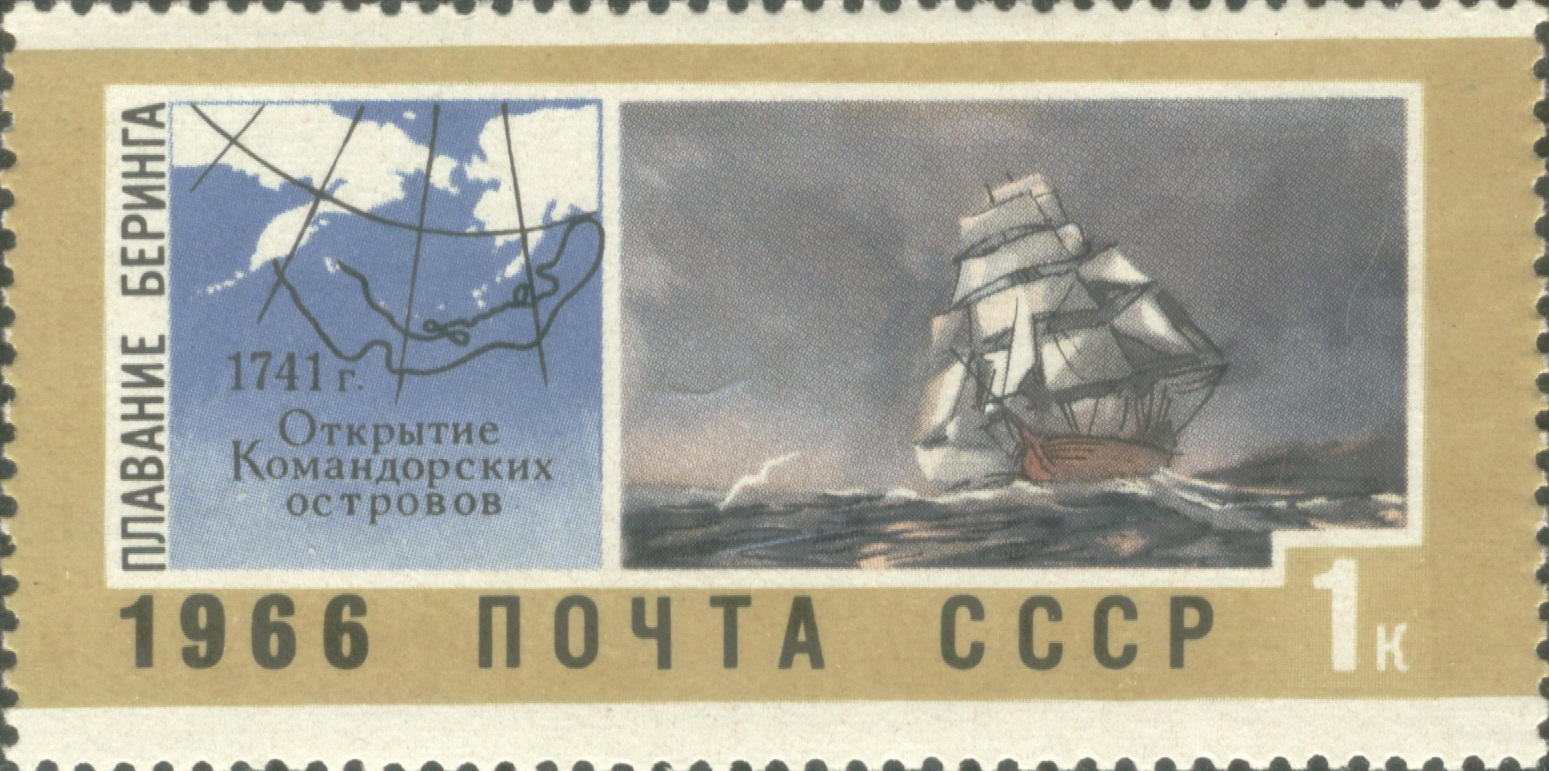
Почтовая марка СССР, 1966 год
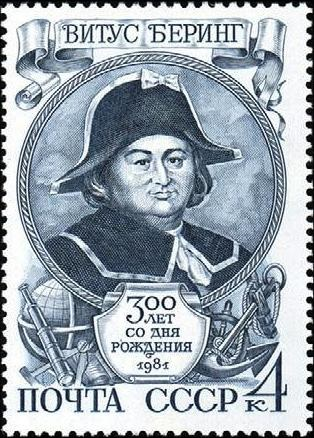
Почтовая марка СССР, 1981 год
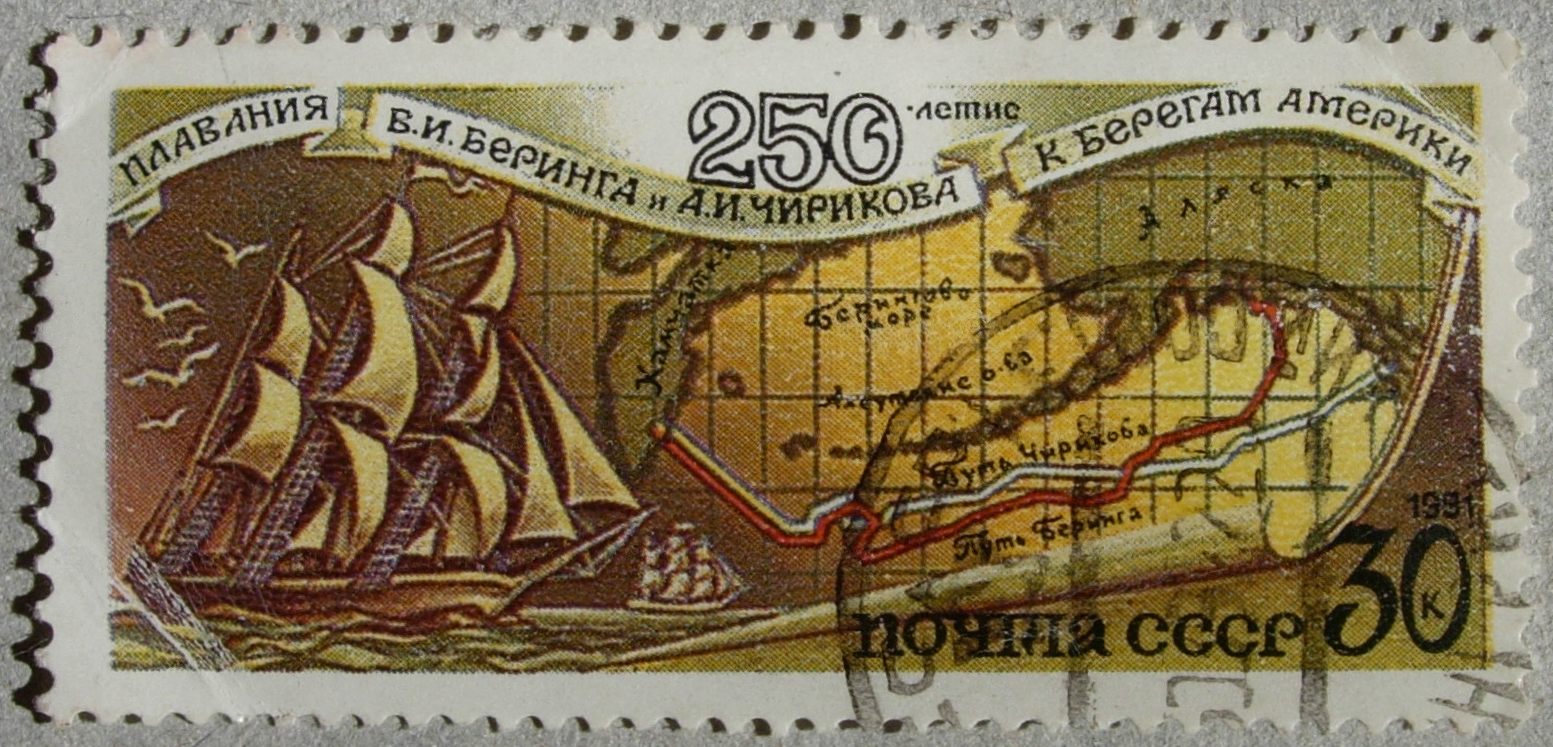
Почтовая марка СССР, 1991 год
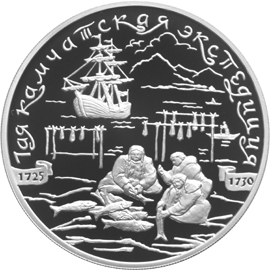
Памятная монета, 3 рубля
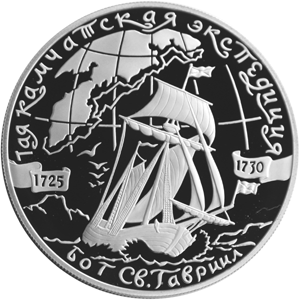
Памятная монета, 25 рублей

Серия почтовых марок, 1943 год
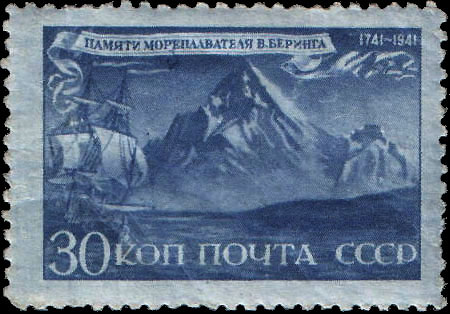
Номинал 30 копеек
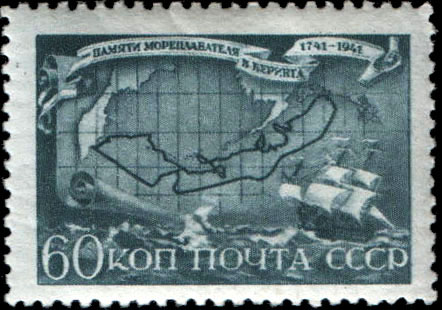
Номинал 60 копеек
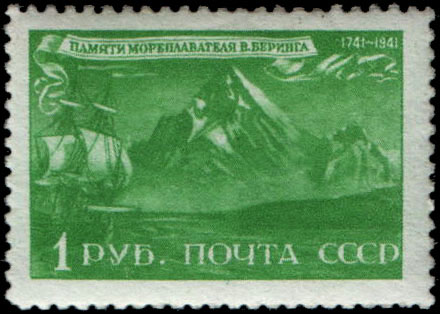
Номинал 1 рубль
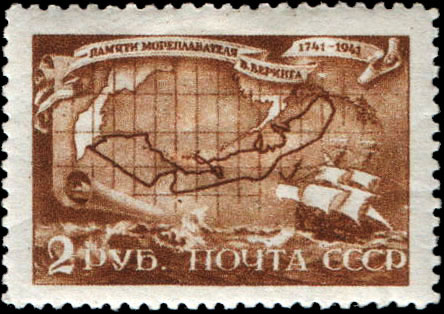
Номинал 2 рубля